# Amerotyphlops lehneri
Amerotyphlops lehneri — вид змій родини сліпунів (Typhlopidae). Ендемік Венесуели.

## Поширення і екологія
Amerotyphlops lehneri мешкають на сході венесуельського штату Фалькон. Вони живуть в сухих тропічних лісах, на висоті від 50 до 150 м над рівнем моря. Відкладають яйця.